# Themistoclea
Themistoclea, levde 600 f.Kr., var en grekisk prästinna, filosof och matematiker vid Delfi under sin tid som tjänstgörande orakelprästinna. Hon var syster eller lärare till Pythagoras. Efter att Pythagoras skapat begreppet "filosof", blev hon den första kvinna som fått den beteckningen.